# Jurij Pfeifer
Jurij Pfeifer, slovenski slikar, * 9. marec 1955, Cerkno, † 15. julij 2020, Idrija.

## Življenje
Oče je bil zdravnik nevropsihiater Jože Pfeifer, mati Marija, rojena Vrhovnik. Poleg sestre Anamarije je imel še polbrata Janeza ter polsestro Miro Kosmač. Osnovno in srednjo šolo je obiskoval v Idriji. Na Gimnaziji Jurija Vege je leta 1975 maturiral. Leta 1980 je diplomiral na Pedagoški fakulteti v Ljubljani in leta 1987 na Akademiji za likovno umetnost in oblikovanje v Ljubljani iz slikarstva. Mentor pri diplomi je bil Gustav Gnamuš. Leta 1985 in 1986 je bil likovni urednik revije Glasbena mladina Slovenije. Status samostojnega kulturnega delavca je pridobil leta 1988. Večino svojega življenja je preživel v Idriji, kjer je tudi umrl.
Partnerka Irma Vončina je oblikovalka, hči Barbara Pfeifer je univerzitetna diplomirana komunikologinja, hči Maša Pfeifer je diplomirala na Filozofski fakulteti Univerze v Ljubljani na Oddelku za primerjalno književnost in literarno teorijo.

## Delo
Umetniški slog Jurija Pfeiferja je ustvarjalni eklekticizem. Njegovi klasični slikarski portreti so psihološke študije portretirancev. Ravnotežje med zunanjim in notranjim svetom je iskal v upodobitvah narave v tradiciji slikarstva romantike, ženske akte je upodabljal pod vplivom ekspresionizma in estetike modne industrije okrog preloma tisočletja. Ilustriral je poezijo, prozo in otroško literaturo. Risal je stripe za Rdeči križ Slovenije. Leta 2014 je izšel njegov edini dokončani roman Lovec na kobilice, ki ga je tudi ilustriral.
Ukvarjal se je še fotografijo in grafičnim oblikovanjem. Svoje nadrealistične poglede je zajel v humorno-kritičnih podobah. Ustvarjal je gledališke plakate, scenografije in kostumografije, za Lesno industrijo Idrija pa pohištvo. Za scenografijo je leta 1993 prejel Zlato Linhartovo značko.